# Dorcadion reitteri
Dorcadion reitteri är en skalbaggsart som beskrevs av Ludwig Ganglbauer 1884. Dorcadion reitteri ingår i släktet Dorcadion och familjen långhorningar. Inga underarter finns listade i Catalogue of Life.